# Вольний Федір Григорович
Федір Григорович Вольний (рос. Фёдор Григорьевич Вольный; 1 січня 1908, Селище шахти «Північна», Дзержинський район, Донецької області — 16 червня 1974, Луганськ, УРСР, СРСР) — радянський письменник: драматург і прозаїк, комсомольський і партійний діяч, шахтар. Член Національної спілки письменників України c 1953.

## Біографія
Федір Вольний народився 1 січня 1908 року в селищі шахти «Північна» Дзержинського району Донецької області  в сім'ї потомствених гірників.
З 12 років Федір трудився на шахтах Красного Луча підземним робітникам: саночником, плитовим, коногоном, кріпильником, Камеронщик.
У 1921 році хвиля вступив до комсомолу і пізніше очолює комсомольські організації Красного Луча та Антрацита. В цей час виступив одним із зачинателів піонерського руху в Донбасі
Працював в ЧК, в складі частин особливого призначення брав участь в боротьбі з бандитизмом.
У 1920-х роках виступив організатором першого шахтарського театру робітничої молоді (ТРАМу).
У 1928 році, працюючи на шахтах, почала літературну діяльність з повісті «Секретар комсомолу», которую поставил в 1930 году.
Первая повесть Вольного была направлена Максиму Горькому в Сорренто, у которого получила позитивную оценку.
Позже — в 1932 году Фёдор Вольный поставил пьесу «Большевистская формула».яку поставив в 1930 році. Перша повість Вільного була спрямована Максиму Горькому в Сорренто, у якого отримала позитивну оцінку .
Без відриву від виробництва пройшов курс Державної академії художніх наук.
У передвоєнні роки написав кіноповісті «Боротьба» і «Боротьба триває», а також п'єсу «Суперники».
Брав участь у Великій Вітчизняній війні.. З 1942 року — комісар 137 окремої артбатареі протитанкової оборони гірничорятувальної дивізії. Нагороджений медалями. Після поранень і контузій був визнаний непридатним до військової служби і до кінця війни викладав у військових училищах.
Після демобілізації перебував на партійній роботі продовжуючи писати.
З 1947 року продовжує трудову діяльність на шахтах Красного Луча та Ворошиловграда.
У повоєнні роки Вільним створено ряд п'єс: «Дорога щастя» (1949), «Міра любові» (1952), «Сувора повість» і «Я люблю тебе, життя» (1960), а також оповідань і повістей «Роман Крига» (1959), «Тимко» (1964), роману «Третій східний» та інших. Федір Григорович також пише статті, нариси і розповіді про Донецький край і про трудівників-шахтарів .
Федір Григорович Вольний помер 16 червня 1974 року в Луганську, де і похований.